# Содімеджо Сапарман
Сапарман Содімеджо (англ. Saparman Sodimejo, відомий також як дідусь Гото, Mbah Gotho; 31 грудня 1870 — 30 квітня 2017) — індонезієць, що мав статус найстарішого жителя Індонезії і ймовірно найстаріша людина, що коли-небудь жила на Землі.

## Біографія
Про життя Содимеджо мало що відомо. Відомо, що він сповідував християнство. За професією був рибалкою. До кінця життя він був затятим курцем. За життя йому довелося поховати багатьох членів своєї сім'ї: десятьох братів і сестер. Він був одружений 4 рази і пережив усіх своїх дружин, остання з яких померла у 1988 році. Померли і всі його діти, залишилися тільки онуки і правнуки. До кінця життя він почувався нормально, їв те, що хотів і слухав радіо (телевізор не дивився через ослаблений зір).
Незважаючи на те, що облік народжуваності в Індонезії почався у 1900 році, влада Індонезії офіційно визнала датою народження Содимеджо 31 грудня 1870 року. Йому був виданий паспорт, що підтверджує це. Представники книги рекордів Гіннесса не визнають цей рекорд, бо немає незалежної сторони, яка могла б підтвердити термін життя Содимеджо.
Содімеджо Сапарман помер 30 квітня 2017 року, після нетривалої хвороби.